# Brandon Beemer
Brandon Beemer, celým jménem Brandon Richard Beemer (* 27. února 1980 Eugene, Oregon, USA), je americký herec a model známý např. z mýdlových oper Tak jde čas (jako Shawn Douglas Brady) a Báječní a bohatí (jako Owen Knight).

## Kariéra
Narodil se 27. února 1980 v americkém městě Eugene ve státě Oregon. Má německé a irské předky. Na střední škole se věnoval sportovním aktivitám. Po dokončení Willametteské střední školy v témže městě zprvu pracoval jako řidič v plnicím závodu firmy Coca-Cola. Začal se však věnovat i modelingu, za nímž v 18 letech odešel více než na rok do New Yorku, kde docházel na kurzy herectví. V roce 2000 se pak přestěhoval do Los Angeles. Dostavily se první role v televizních seriálech a nízkorozpočtových filmech.

### Angažmá v seriálech
Objevil se jako Lucas ve 4. řadě seriálu televize MTV o sexuálních eskapádách středoškolských a vysokoškolských studentů Undressed (2001) nebo jako homosexuální student Ross Jenson, jehož vraždu vyšetřovali kriminalisté v 6. epizodě 4. řady Kriminálky Las Vegas (2003, Jackpot) televize CBS. Později následovala také Kriminálka Miami a postava gigola Dereka Vaughna, jehož smrt byla vyšetřována v 2. epizodě 10. řady (prem. 25. září 2011, Stiff / Nebožtík). V roce 2013 účinkoval po boku Michelle Staffordové ve webovém komediálním seriálu The Stafford Project, v jehož 7. dílu Reality Adjustment ztvárnil Charlese.

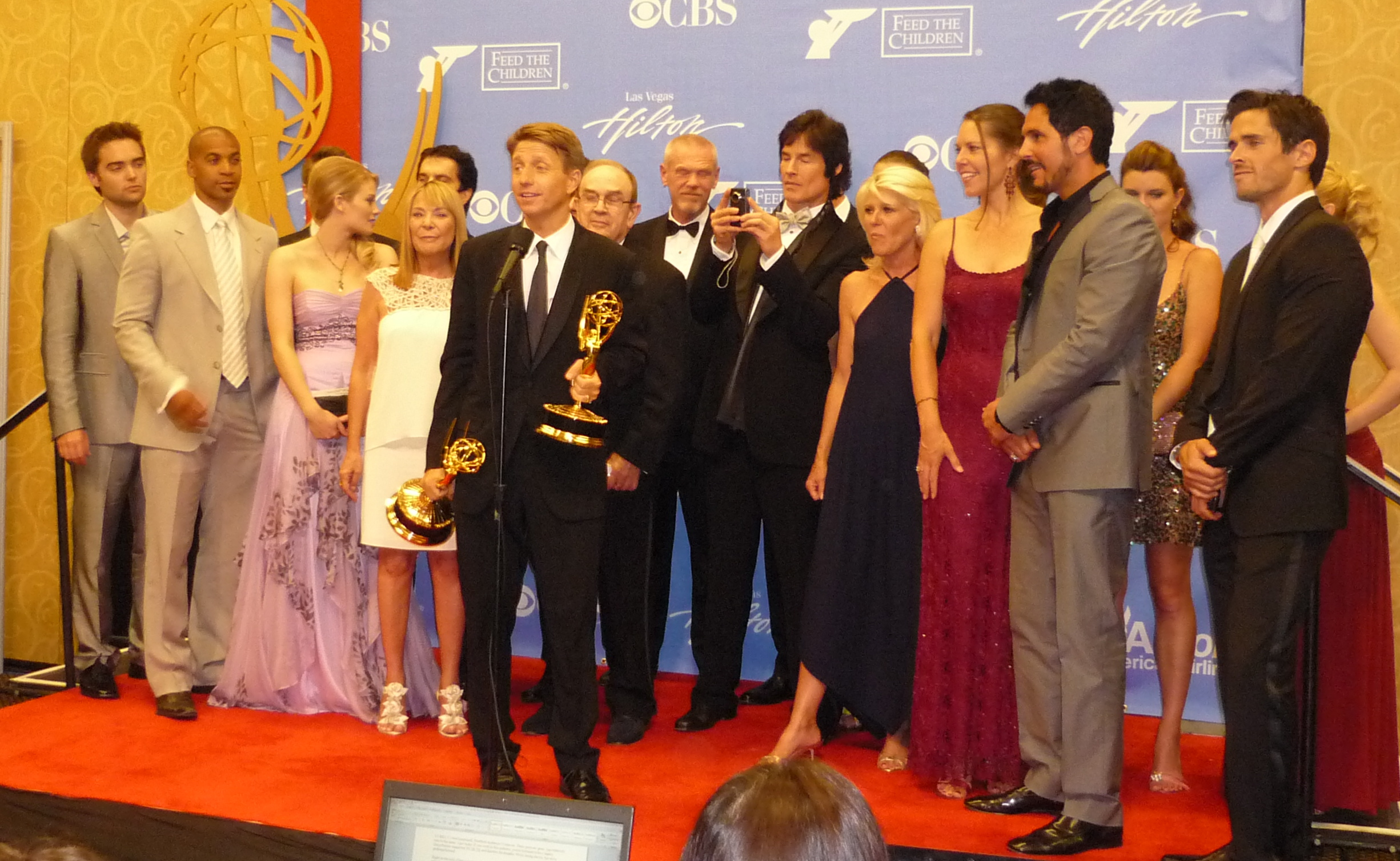
S týmem Báječných a bohatých při Daytime Emmy Awards 2010

Mezitím ovšem přišly výraznější role především v mýdlových operách. V roce 2005 hrál tajemného a zádumčivého Setha v nekončící denní soap opeře General Hospital. V únoru 2006 hostoval drobnou rolí asistenta okresního státního zástupce Bretta Weitze v seriálu Tak jde čas, aby v něm od podzimu na další tři roky (2006–2008) zakotvil v úloze vzpurného syna Bo a Hope, Shawna Bradyho juniora alias Shawna Douglase Bradyho. Tu převzal po Jasonu Cookovi, jenž v ní vydržel od roku 1999. V lednu 2008 byl však ohlášen jeho odchod a Beemer spolu se svou postavou opustil seriál 24. března 2008.
O pár měsíců později nastoupil do nejsledovanějšího odpoledního seriálu Báječní a bohatí (The Bold and the Beautiful), aby v něm ztvárnil nově vytvořenou postavu Owena Knighta (případně jeho identické dvojče Caspera Knighta). Beemer se svou rolí vydržel v seriálu vysílaném od roku 1987 tři a půl roku, od 2. července 2008 do 29. února 2012. V listopadu 2015 byl pak ohlášen jeho opětovný návrat do role Shawna Douglase Bradyho v Tak jde čas, kde znovu vystřídal Jamese Cooka, který se do Shawnovy úlohy jen na dva měsíce vrátil u příležitosti 50. výročí seriálu. Od 19. ledna 2016 tak znovu ztvárňuje postavu, s níž začal o 10 let dříve.

### Filmové role
V témže roce jako seriál Undressed přišlo také první filmové angažmá, ačkoli jen na videu. Šlo o béčkový horor režiséra Davida DeCoteaua Bratrstvo (The Brotherhood, 2001) a postavu jednoho z trojice otrapů studentského bratrstva Alfa K. Výraznější role přišla v roce 2005 s nezávislou komedií Průšviháři na útěku (Suits on the Loose, 2005), v níž spolu s Ericem Tyem Hodgesem II. hrál ústřední dvojici mladíků Justina a Tye, kteří nesnáší autoritu a při útěku z tábora se převlečou za mormonské misionáře. A s Tyem Hodgesem se potkal i v další komedii Holky v balíku (2006), a to v menší roli seriálového herce Mica Rionna, s nímž si zpočátku jedna z hlavních sester Ava Marchettová myslí na vdavky.
Po dobu svého angažmá v Tak jde čas a Báječných a bohatých z filmového plátna zmizel a vrátil se na ně až v roce 2013 bláznivou a černou autorskou komedií Quentina Dupieux Fízlové hajzlové (Wrong Cops, 2013), v níž představoval policistu Browna. I nadále však převažovaly televizní filmy. Ještě téhož roku se objevil jako svůdný barman Dean v thrilleru televize LMN Non-Stop (2013) a jednu z hlavních postav ztvárnil v akčním sci-fi televize Syfy Netvoři z Beringova moře (Bering Sea Beast, 2013), když jako námořník Owen Powers pomáhal bioložce Megan Arthurové a zlatokopeckým sourozencům Hunterovým porazit mořské upíry.
Dne 19. října 2014 uvedla televize Hallmark premiérově trochu tajemné i romantické drama Wedding Planner Mystery (2014), v němž se Beemer coby právník Holt Walker dvořil titulní postavě svatební plánovačky Carnegie Kincaidové v podání Ericy Duranceové. Premiéra, původně ohlášená už na 16. srpna, byla odložena kvůli úmrtí Robina Williamse. Téměř současně, 22. října, tak měl na filmovém festivalu Screamfest 2014 premiéru horor Fear Clinic režiséra Roberta Halla, v únoru následujícího roku vydaný na DVD. Robert Englund v něm hrál doktora Andovera z kliniky léčby fobií, k němuž přichází skupinka lidí trpících psychickými následky tragického přepadení, zatímco motokrosový jezdec Dylan ztvárněný Beemerem jako jediný prošel událostí beze strachu a snaží se před temnotou ochránit svou přítelkyni Saru.
Už v červnu 2014 pracoval Beemer také na nezávislém psychologickém thrilleru Gates of Darkness s Randym Shellym v hlavní roli, v němž hrál kněze – otce Dumala.

## Osobní život
Mediálně sledovaný byl od roku 2007 vztah Brandona Beemera s jeho hereckou kolegyní ze seriálu Tak jde život, Nadiou Björlinovou, s níž mimo jiné ještě v roce 2011 účinkoval v reality show televize E! Dirty Soap (2011). Ta však v srpnu 2014 ohlásila zásnuby s jiným hercem, Grantem Turnbullem.
V roce 2009 se zapojil do kampaně NOH8 proti kalifornskému zákonu zakazujícímu stejnopohlavní manželství a do kampaně Everyman na podporu testování rakoviny prostaty.

## Filmografie

### Film
| Rok  | Název              | Role            | Poznámky            |
| ---- | ------------------ | --------------- | ------------------- |
| 2001 | Braterstvo         | Frat Slob       | Direct-to-video     |
| 2005 | Průšvihář na útěku | Justin          |                     |
| 2006 | Holky v balíku     | Mic Rionn       |                     |
| 2012 | Blood Moon         | Dr. Luke Parker | krátkometrážní film |
| 2013 | Fízlové, hajzlové  | Xavier Brown    |                     |
| 2015 | Fear Clinic        | Dylan           |                     |
| 2017 | Dead Tiger         | agent Pierce    |                     |
| 2017 | Gates of Darkness  | otec Dumal      |                     |
| 2017 | Deadly Expose      | Nick Curtis     |                     |

### Televize
| Rok                  | Název                    | Role                | Poznámky                        |
| -------------------- | ------------------------ | ------------------- | ------------------------------- |
| 2001                 | Undressed                | Lucas               | vedlejší role (4. řada)         |
| 2003                 | Kriminálka Las Vegas     | Ross Jenson         | díl: „Jackpot“                  |
| 2005–2006            | General Hospital         | Seth                | vedlejší role, 6 dílů           |
| 2006–2008, 2016–2017 | Tak jde čas              | Shawn-Douglas Brady | hlavní role, 786 dílů           |
| 2008–2012            | Báječní a bohatí         | Owen Knight         | hlavní role, 295 dílů           |
| 2011                 | Kriminálka Miami         | Derek Vaughn        | díl: „Nebožtík“                 |
| 2013                 | The Stafford Project     | Charles             | díl: „Reality Adjustment“       |
| 2013                 | Netvoři z Beringova moře | Owen                | TV film                         |
| 2013                 | Temný let                | Dean                | TV film                         |
| 2014                 | Wedding Planner Mystery  | Holt Walker         | TV film                         |
| 2016–dosud           | The Bay                  | Evan Blackwell      | internetový seriál, hlavní role |